# Monastère de Visoki Dečani
Le monastère de Visoki Dečani (en serbe cyrillique : Манастир Високи Дечани ; en serbe latin : Manastir Visoki Dečani), ou, plus simplement, monastère de Dečani, est un monastère orthodoxe serbe situé dans la ville de Dečani au Kosovo, à 12 km au sud de la ville de Peć. Sa cathédrale est la plus grande église médiévale des Balkans et elle conserve un important ensemble de fresques byzantines. Il figure sur la liste des monuments culturels d'importance exceptionnelle de la république de Serbie,.
En 2004, le monastère de Visoki Dečani a été inscrit sur la liste du patrimoine mondial de l’UNESCO et, en 2006, il a été placé sur la liste du patrimoine mondial en péril. En 2012, l'Union européenne a classé les monastères orthodoxes du Kosovo, parmi les cinq plus importants lieux saints du bassin méditerranéen.

## Histoire

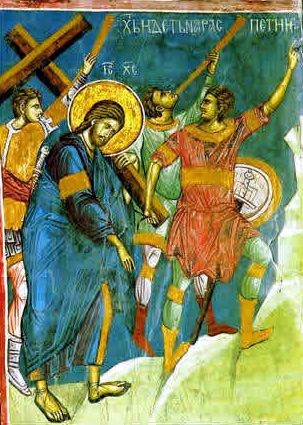
Le Christ portant la Croix, fresque de l'église de Visoki Dečani

Le monastère a été fondé par le roi serbe Stefan Uroš III Dečanski en 1327. La charte originale de sa fondation est datée de 1330. À sa mort, en 1331, le roi y fut enterré ; de ce fait, Dečani devint un lieu de pèlerinage populaire. Le surnom du roi Stefan, « Dečanski », se réfère au monastère de Dečani. La construction de l'ensemble monastique se poursuivit sous le règne de son fils Stefan Uroš IV Dušan et s'acheva en 1335, mais la décoration dura, quant à elle, jusqu'en 1350. Vito de Kotor un serbe catholique de Kotor est l'architecte principale du monastère serbe.

## La cathédrale
La cathédrale, dédiée au Christ Pantocrator est construite en blocs de marbre rouges et jaune pâle. Elle a été édifiée à l'époque où le moine Franciscain Vitus de Kotor dirigeait le monastère. Elle se distingue des autres églises serbes de la même période par ses dimensions imposantes et par l'influence qu'elle a reçue de l'architecture romane. Elle conserve également une iconostase en bois datant du XIVe siècle ainsi que le sarcophage sculpté du roi Stefan.

## Les fresques
La cathédrale conserve un ensemble d'environ 1 000 fresques, représentant les thèmes majeurs du Nouveau Testament, ainsi que des portraits de la famille royale serbe.
- L'archange Gabriel - 1re moitié du XIVe siècle
- La dormition de la Vierge - XIVe siècle
- Crucifixion - XIVe siècle
- Le Christ Pantocrator - XIVe siècle
- Le roi Stefan Dečanski - XIVe siècle
- La famille de l'empereur Dušan (avec la reine Hélène et son jeune fils Uroš) - XIVe siècle